# Xã Rock Grove, Quận Stephenson, Illinois
Xã Rock Grove (tiếng Anh: Rock Grove Township) là một xã thuộc quận Stephenson, tiểu bang Illinois, Hoa Kỳ. Năm 2010, dân số của xã này là 1.388 người.